# Merodontina robusta
Merodontina robusta är en tvåvingeart som beskrevs av Ramachandra Rao och Parui 1969. Merodontina robusta ingår i släktet Merodontina och familjen rovflugor. Inga underarter finns listade i Catalogue of Life.